# 지반 개량
지반 개량(地盤 改良)이란 연약 지반을 공학적으로 안정되게 만들기 위해서 여러 가지 공법을 이용해 개선하는 것을 말한다.

## 샌드 드레인 공법
샌드 드레인(sand drain) 공법은 모래 말뚝(sand pile)을 박아서 점성토층의 압밀을 촉진시키는 공법이다. 모래 말뚝을 일정한 간격(d)으로 박는다고 할 때, 유효 직경({\displaystyle d_{e}})은 다음과 같이 구한다.
- 정삼각형 배치일 때 : {\displaystyle d_{e}=1.05d}
- 정사각형 배치일 때 : {\displaystyle d_{e}=1.13d}

## 페이퍼 드레인 공법
페이퍼 드레인(paper drain) 공법은 샌드 드레인 공법에서 사용하던 모래 말뚝 대신, 합성 수지로 된 card board를 땅 속에 박아서 점성토 지반의 압밀을 촉진시키는 공법이다. paper drain의 등치 환산원 지름(D)은 다음 식으로 구한다.
{\displaystyle D=\alpha {\frac {2(A+B)}{\pi }}}
여기서 A, B : drain paper의 폭과 두께, {\displaystyle \alpha } : 형상 계수 0.75

## 참고 문헌
- 임진근 외, <<토목기사 과년도 - 토질 및 기초>>(2015), 성안당 출판사
- 박영태 (2019). 〈토질 및 기초공〉. 《토목기사 실기》. 세진사.